# USS LST-348
O USS LST-348 foi um navio de guerra norte-americano da classe LST que operou durante a Segunda Guerra Mundial.